# Fred Ritzhaupt

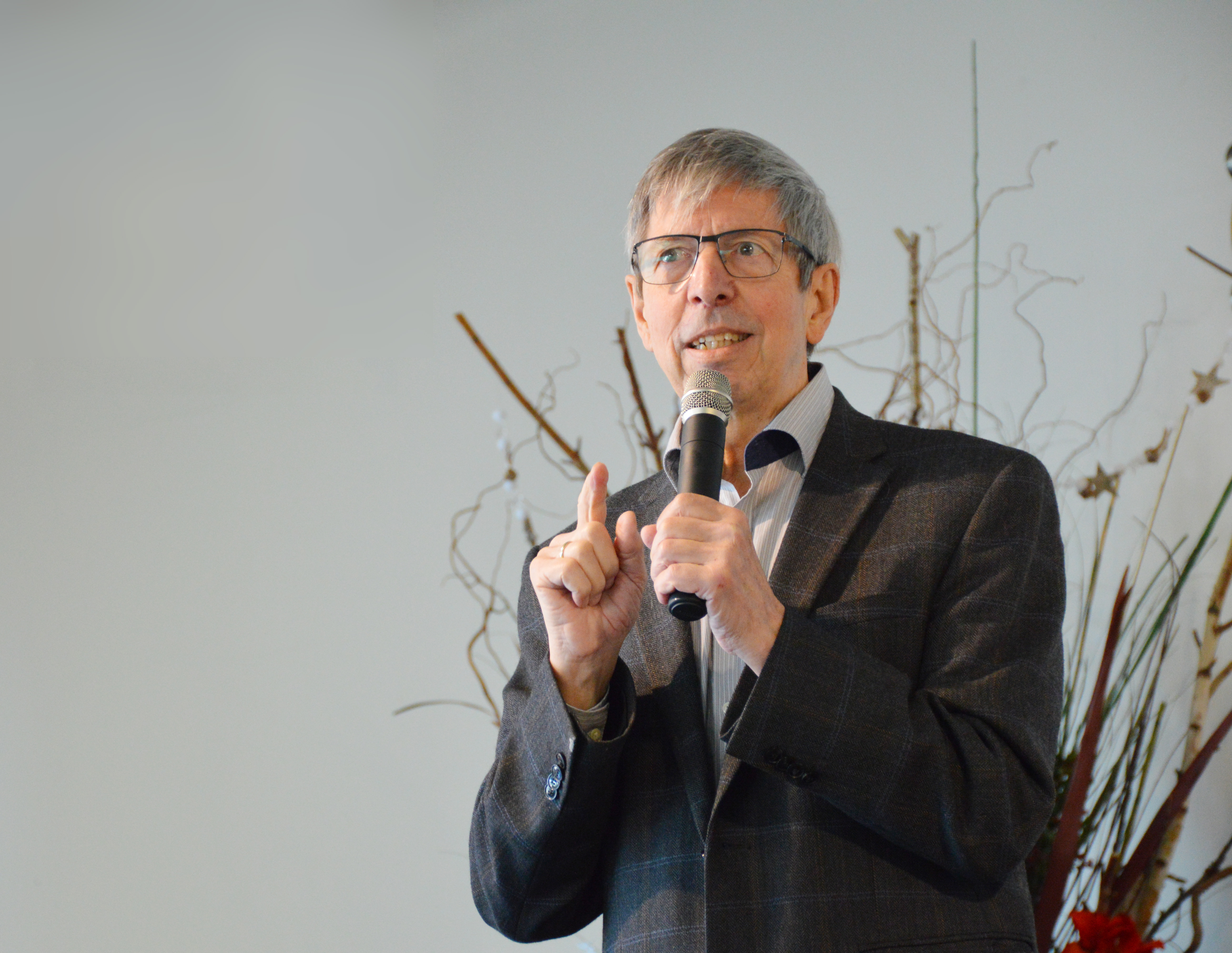
Fred Ritzhaupt bei einer Predigt

Fred Ritzhaupt (* 24. Dezember 1944 in Seefeld in Tirol) ist ein deutscher Theologe, zum Protestantismus konvertierter Jesuit, Pastor einer Freien evangelischen Gemeinde und Autor.

## Leben und Wirken
Nach dem Abitur 1965 am Humanistischen Gymnasium in Garmisch-Partenkirchen, besuchte er von 1965 bis 1967 das Priesterseminar in Freising und trat danach dem Jesuitenorden bei, wo er sein Noviziat in Neuhausen auf den Fildern verbrachte. Durch ignatianische Exerzitien hatte er eine besondere geistliche Erfahrung erlebt und sich zum Glauben bekehrt. Von 1969 bis 1971 studierte er Philosophie in Pullach, das er mit dem Lic. Phil. abschloss und danach bis 1975 Katholische Theologie an der Universität Innsbruck. 1975 erhielt er in Mannheim die Priesterweihe und arbeitete danach bis 1977 als Dekanatsjugendseelsorger in Hof (Saale). Danach folgte in der Schweiz ein Theologie-Aufbaustudium und Tertiat, das er mit dem Magister Theologiae abschloss. Ab 1979 war er in Ravensburg als Schulseelsorger eingesetzt. Hier baute er im Sinne des charismatischen Aufbruchs eine große Jugendarbeit und Gebetsgruppen auf und wandelte 1981 die Katholische Studierende Jugend in eine charismatische Bewegung amerikanischen Zuschnitts um. Er begleitete die katholische Laiengemeinschaft „Gemeinschaft Immanuel Ravensburg e. V.“ in ihrem Entstehen, wozu auch ein Verlag, Buchladen, Tonstudio und eine Künstleragentur gehörten, hat das „C-Magazin“ ins Leben gerufen und die Jugendband „Effata“ gegründet. Von 1981 bis 1992 war er Schulseelsorger im Bildungszentrum St. Konrad, in der Mädchenrealschule „Klösterle“ sowie in der Pfarrei Liebfrauen und führte Erwachsenen-Glaubensseminare in Gemeinden als auch für Unternehmer durch.
Nach seinem Ordensaustritt arbeitete Ritzhaupt von 1992 bis 1997 beim christlichen Verlag Projektion J als Lektor und Übersetzer. Danach war er als Pastoral-Assistent in der evangelischen Andreasgemeinde in Niederhöchstadt bei Frankfurt tätig. In dieser Zeit konvertierte er zum Protestantismus. Im Jahr 2000 nahm er die Pastorenstelle im freikirchlichen „Christlichen Gemeindezentrum Albershausen“ an, die er bis 2011 innehatte.
Ab Juni 2015 war er als Ruhestandspastor in der westfälischen Freien evangelischen Gemeinde Schalksmühle aktiv. 2018 wechselte er nach Göppingen, um dort eine neue Freie evangelische Gemeinde zu gründen. Von März bis Juli 2020 war er in Teilzeit Pastor der Freien evangelischen Gemeinde Wiesloch-Walldorf.
Ritzhaupt lehrt seit 2007 als Gastdozent Geschichte der Philosophie am Europäischen Theologischen Seminar in Freudenstadt. Er ist Vorstandsmitglied des Heaven Underground e. V. Streetwork in Göppingen, Mitglied des Arbeitskreises Soziales der Stadt Göppingen, Mitglied der Evangelischen Allianz in Göppingen und Mitglied des Redaktionsteams des Magazins „Faszination Bibel“ des SCM Bundes-Verlages. Er referiert bei Gemeindeseminaren sowohl der katholischen Kirche, der evangelischen Kirche als auch freikirchlicher Gemeinden.
Er veröffentlichte mehrere Bücher, darunter das Buch Willkommen daheim, eine Übertragung des Neuen Testaments, an der er über neun Jahre arbeitete. Im Artikel „Wie wörtlich muss man die Bibel nehmen“ erklärt Ritzhaupt, den US-amerikanischen Franziskanerpater Richard Rohr zitierend, dass die Bibel selbst nicht daran interessiert sei, wörtlich genommen zu werden. Das weitaus Sinnvollere sei, die Bibel ernst zu nehmen. Er verfasste auch das Buch „Die Geschichte“, eine Erzählung von der Schöpfung der Welt bis zur Offenbarung, die einen Überblick über die gesamte Bibel bietet. Die Idee stammt aus den USA vom Co-Autor Randy Frazee und heißt dort »The Story, NIV«, der die Texte wohl aus der amerikanischen New International Version (NIV) ausgesucht und zusammengestellt hat. Darüber hinaus schrieb Ritzhaupt zahlreiche Artikel in unterschiedlichen Magazinen und Zeitschriften.

## Privates
Fred Ritzhaupt heiratete 1992 standesamtlich seine Frau Erika. Das Paar hat drei leibliche Söhne und wohnt in Göppingen. 1999 kam eine Tochter als Pflegekind zur Familie hinzu.

## Veröffentlichungen
- Wegzeichen – Bergsteigen und christliche Existenz, Athesia Verlag, Bozen 1980, ISBN 978-88-7014-131-3.
- So kann man es auch sehen. Von der Notwendigkeit, zu einsichtigen Ansichten zu kommen, Immanuel Verlag, Ravensburg 1992.
- Willkommen daheim. Eine Übertragung des Neuen Testaments, die den Verstand überrascht und das Herz berührt, Gerth Medien, Aßlar 2009, ISBN 978-3-86591-566-5.
- Gott liebt den Alltag. Was Christen seit Jahrhunderten Kraft gibt. Eine Entdeckungsreise, Gerth Medien, Aßlar 2011, ISBN 978-3-86591-648-8.
- Das Herz der Geschichte, Gerth Medien, Aßlar 2013, ISBN 978-3-86591-730-0.

als Mitautor
- mit Roger Forster: Marsch für Jesus - Vision, Geschichte, Hintergründe, Projektion J, Wiesbaden 1990, ISBN 978-3-925352-58-4.
- mit Randy Frazee: Die Geschichte. Die Bibel als fortlaufende Geschichte Gottes mit uns, Gerth Medien, Aßlar 2012, ISBN 978-3-86591-726-3.
  - Die Geschichte - Arbeitsbuch für Kleingruppen, Gerth Medien, Aßlar 2013, ISBN 978-3-86591-729-4.
  - Die Geschichte. Für Teens, Gerth Medien, Aßlar 2013, ISBN 978-3-86591-767-6.

als Übersetzer
- ,Anstoß'. Das Neue Testament für Freunde des heiligen Rasens; eine Übertragung der biblischen Texte, die den Verstand überrascht und das Herz berührt (Illustrationen: Eva Jung), adeo Verlag, Asslar 2010, ISBN 978-3-942208-15-4.
- Der Daniel-Plan: In 40 Tagen zu einem ganzheitlichen Leben (Original: Rick Warren, Daniel Amen und Mark Hyman: The Daniel Plan: 40 Days to a Healthier Life), Gerth Medien, Aßlar 2015, ISBN 978-3-95734-028-3.